# Self
Self (на английски: Self; на немски: Selbst; на руски: Са́мость; на полски: Jaźń, от където и българското „приязън-неприязън“) се превежда на български като себе или цялостна личност. В аналитичната психология селф (себето) е един от архетипите. То обозначава съгласуваното цяло, обединеното съзнание и несъзнавано у човека. Себето според Юнг се осъзнава като продукт на индивидуацията, която според възгледите му е процес на интегриране на нечия личност. Според него себето е символизирано от кръга (особено, когато е разделен на четири квадранта), квадрата или мандалата.
Това, което отличава юнгианската психология е идеята, че има два центъра на личността. Егото е центъра на съзнанието, а себето е център на тоталната, цялостна личност, която включва съзнанието, несъзнаваното и егото. Себето е цялостността и центъра. Докато егото е самосъдържащ се кръг вътре в цялото, себето може да бъде разбрано като по-голям кръг.
| „ | Селфът е наша жизнена цел, така както тя е завършено изражение на тази съдбовна комбинация, която ние наричаме индивидуалност.... | “ |